# Integrirana avtobusna linija št. 62 (Ljubljana)
Integrirana avtobusna linija številka 62 Vodice – Šinkov Turn – Polje – Vodice je bila ena izmed izmed avtobusnih linij javnega mestnega prometa v Ljubljani, ki je obratovala med 3. septembrom in 2. novembrom 2012. Povezovala je naselja v Občini Vodice.

## Zgodovina
Vodice so bile desetletja vse dni v tednu povezane s prestolnico z LPP in Alpetourjevimi medkrajevnimi avtobusnimi progami preko Skaručne ali Medvod. Po postopnem upadu števila potnikov so sprva ukinili vožnje ob nedeljah in praznikih, kasneje še ob sobotah, pa tudi povezave preko Medvod so bile vedno redkejše. Pred ukinitvijo sobotnega obratovanja so avtobusi v Vodice vozili po kombinirani, a zato daljši trasi preko Pirnič in Smlednika.
Ohranila se je najfrekventnejša povezava preko Skaručne do Sela pri Vodicah, avtobusi so pričeli v eni vožnji voziti tudi preko Dobruše in Zapog. Ker se je vozni čas podaljšal, so traso, ki je prej vodila preko Tacna in Broda, v Šmartnem pod Šmarno goro prestavili na odsek gorenjske avtoceste do izvoza na Celovško cesto.
Z avtobusi so se na progi vozili večinoma šolarji, tako da so izven prometnih konic vozili večinoma prazni. Linija je imela pred preoblikovanjem značaj šolske linije, ki so jo uporabljali učenci OŠ Vodice.
Namen preoblikovanja v integrirane linije na območju Občine Vodice je znižanje cene vozovnice, hitrejši dostop do prestolnice in posledično želja po večji uporabi javnega prevoza. 
V Polju in Vodicah je bilo urejeno prestopanje na linijo št. 60, ki potnikom omogoča neposredno povezavo z Ljubljano.
Linija je bila 2. novembra ukinjena zaradi preusmeritve linije 60.